# Drop Dead Diva
Drop Dead Diva (prt: De Corpo e Alma; bra: Diva Sob Medida) é uma série estadunidense de dramédia/fantasia, que estreou em 12 de julho de 2009 nos Estados Unidos pelo canal Lifetime, e no Brasil em 16 de novembro de 2009 pelo canal Sony Pictures Entertainment. O seriado, criado por Josh Berman, é produzido pela Sony Pictures Television, exibida no Brasil pelo canal Sony e pela TV Globo durante suas madrugadas, sendo estrelado por Brooke Elliott e Margaret Cho nos papéis principais. A série foi concluída em 22 de junho de 2014, na sexta temporada.

## Sinopse
A série conta a história de Deb Dobkins (interpretada por Brooke D'Orsay no episódio piloto e em flashbacks), uma fútil aspirante a modelo que morre em um acidente de carro. Ao chegar ao céu, descobre que está zerada: sem pecados e sem boas ações. Inconformada, aperta "return" no computador do anjo Fred (ator convidado Ben Feldman) e acaba no corpo da advogada que sofre com excesso de peso: Jane Bingum (Brooke Elliott), que estava na mesa de cirurgia, após levar um tiro dentro de seu escritório.
A princípio inconformada, Jane vai se acostumando ao novo corpo fazendo uma junção da sensibilidade da modelo com a inteligência da advogada. As únicas pessoas que sabem sobre ela são sua melhor amiga, Stacy Barnett (April Bowlby), e Fred, mandado para a Terra para ser seu anjo da guarda.
Com um novo corpo e uma nova vida, Jane terá que conviver com os colegas de trabalho que pertenciam a verdadeira Jane: a assistente pessoal de Jane, Terri Lee (Margaret Cho), que acaba se tornando além de sua amiga, também sua fortaleza; a rival de Jane, Kim (Kate Levering), uma advogada esnobe que detesta Jane; o chefe mulherengo de Jane, J. Parker (Josh Stamberg) e o grande amor da sua vida quando ainda era Deb, Grayson (Jackson Hurst).
Esta série é frequentemente comparada à também bem sucedida Ugly Betty, já que ambas exploram os estereótipos da aparência e quebram os padrões de beleza com suas protagonistas.

## Elenco e personagens
| Ator/Atriz        | Personagem     | Temporada      | Temporada      | Temporada      | Temporada      | Temporada      | Temporada      |
| Ator/Atriz        | Personagem     | 1ª             | 2ª             | 3ª             | 4ª             | 5ª             | 6ª             |
| Elenco Regular    | Elenco Regular | Elenco Regular | Elenco Regular | Elenco Regular | Elenco Regular | Elenco Regular | Elenco Regular |
| ----------------- | -------------- | -------------- | -------------- | -------------- | -------------- | -------------- | -------------- |
| Brooke Elliott    | Jane Bingum    | Regular        | Regular        | Regular        | Regular        | Regular        | Regular        |
| Margaret Cho      | Terri Lee      | Regular        | Regular        | Regular        | Regular        | Regular        | Regular        |
| April Bowlby      | Stacy Barrett  | Regular        | Regular        | Regular        | Regular        | Regular        | Regular        |
| Kate Levering     | Kim Kaswell    | Regular        | Regular        | Regular        | Regular        | Regular        | Regular        |
| Jackson Hurst     | Grayson Kent   | Regular        | Regular        | Regular        | Regular        | Regular        | Regular        |
| Josh Stamberg     | J. Parker      | Regular        | Regular        | Regular        | Regular        |                |                |
| Ben Feldman       | Fred           | Recorrente     | Regular        | Regular        | Recorrente     |                | Convidado      |
| Lex Medlin        | Owen French    |                |                | Recorrente     | Regular        | Regular        | Regular        |
| Carter MacIntyre  | Luke Daniels   |                |                |                | Regular        | Convidado      |                |
| Justin Deeley     | Paul           |                |                |                |                | Regular        | Regular        |
| Elenco Recorrente |                |                |                |                |                |                |                |
| Brooke D'Orsay    | Deb Dobkins    | Recorrente     | Recorrente     | Recorrente     |                |                |                |
| Natalie Hall      | Brittney       |                |                |                |                | Recorrente     |                |
| Jeffrey Pierce    | Ian Holt       |                |                |                |                |                | Recorrente     |

## Produção
Esta série, filmada em Peachtree City, Geórgia (apesar de sua configuração de fundo ser de Los Angeles, Califórnia), foi originalmente planejada para a Fox, mas o estúdio passou após ver o piloto. Segundo Berman, "é um cruzamento entre Sexta-feira Muito Louca e O Céu Pode Esperar", chamando-a de uma "dramédia afirma-vida". Ele acrescenta que, em Hollywood, "a beleza tem sido definida como tamanho 2 (no Brasil, aproximadamente abaixo de 38) e menos de 25 anos; esperamos que possamos ajudar a redefinir o paradigma."
Em 23 de setembro de 2010, Drop Dead Diva foi renovada para uma terceira temporada com 13 episódios programados para irem ao ar no próximo ano.
No dia 23 de setembro de 2011, Drop Dead Diva foi renovado para uma quarta temporada com 13 episódios o programa foi ao ar no ano seguinte.
Em janeiro de 2013, O Life Time Cancelou a serie, por não conseguir chegar a um acordo financeiro com a Sony Pictures Entertainment para diminuir os custos do show.
Após varias petições onlines, manifestações de fãs através do Twitter e das redes sociais, O canal Life Time Sony Pictures Entertainment chegaram a um acordo financeiro.
Em maio de 2013 o Life Time anunciou a renovação da serie para uma sexta temporada com 13 episódios. Sendo que a sexta temporada é a última.

## Episódios
| Temporada | Temporada | Episódios | Exibição Original EUA | Exibição Final EUA     |
| --------- | --------- | --------- | --------------------- | ---------------------- |
|           | 1.ª       | 13        | 12 de junho de 2009   | 11 de outubro de 2009  |
|           | 2.ª       | 13        | 6 de junho de 2010    | 29 de agosto de 2010   |
|           | 3.ª       | 13        | 19 de junho de 2011   | 25 de setembro de 2011 |
|           | 4.ª       | 13        | 4 de junho de 2012    | 9 de setembro de 2012  |
|           | 5.ª       | 13        | 23 de junho de 2013   | 3 de novembro de 2013  |
|           | 6.ª       | 13        | 23 de março de 2014   | 22 de junho de 2014    |

## Trilha sonora
Uma trilha sonora para "Drop Dead Diva" foi lançada em 1 de junho de 2010, por Madison Gate Records.  É intitulada Drop Dead Diva (música da televisão Original Series). O tracklist inclui músicas de Brooke Elliott, Margaret Cho, Ben Feldman, Starrett Scott, Confetti, D Alana, Jones Becca, Platinum Pied Pipers, Wendy Lil ', Diaz Madi, Dri, Katie Herzig, Malbec e Morrison Josué.